# کرچولا
کُرچولا (به کرواتی: Korčula) شهری در ایالت دوبروونیک-نرتوا کشور Croatia است که جمعیت آن در سال ۲۰۱۱ میلادی ۵٬۶۳۴ نفر بوده‌است.

## نگارخانه

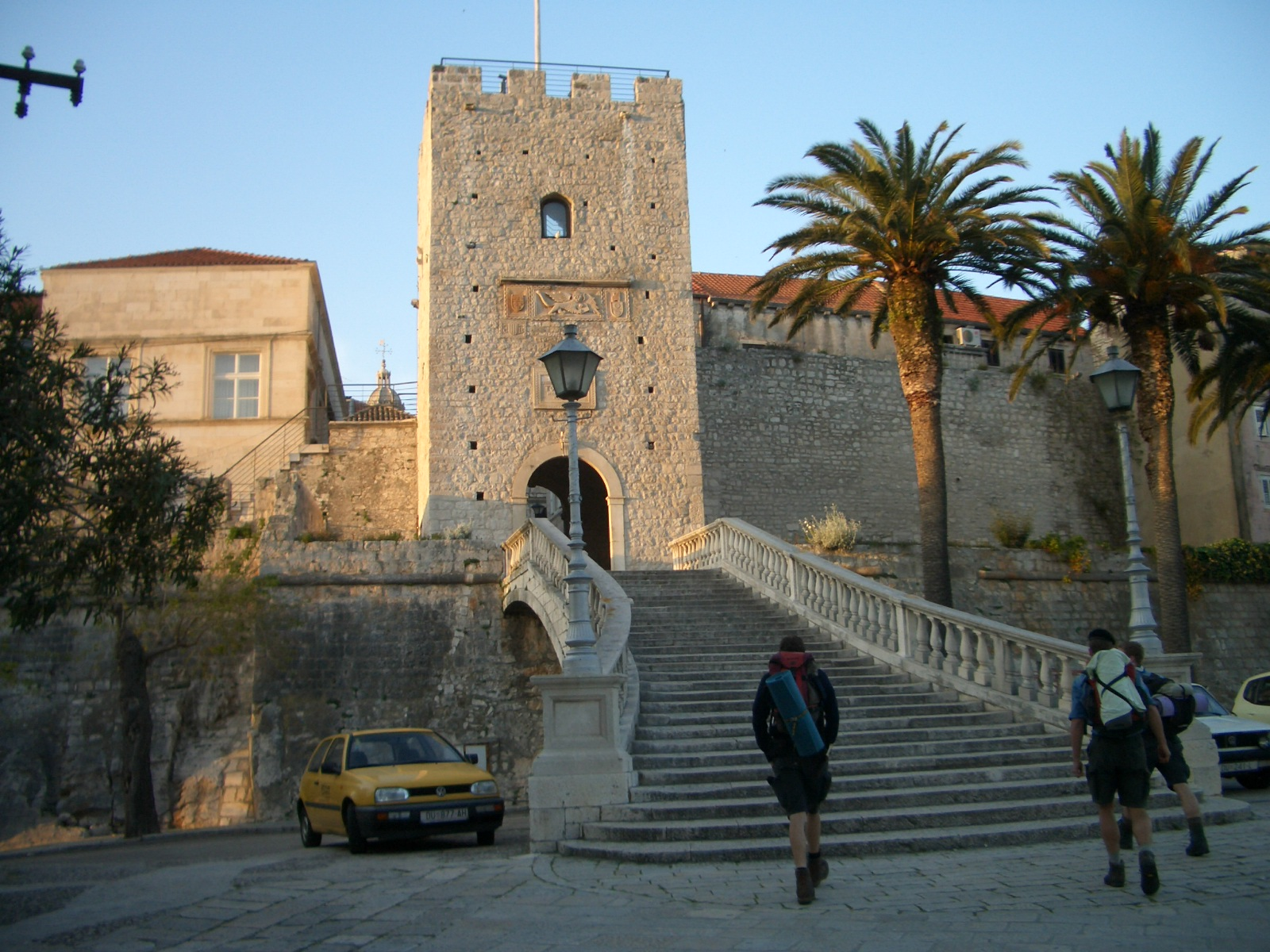
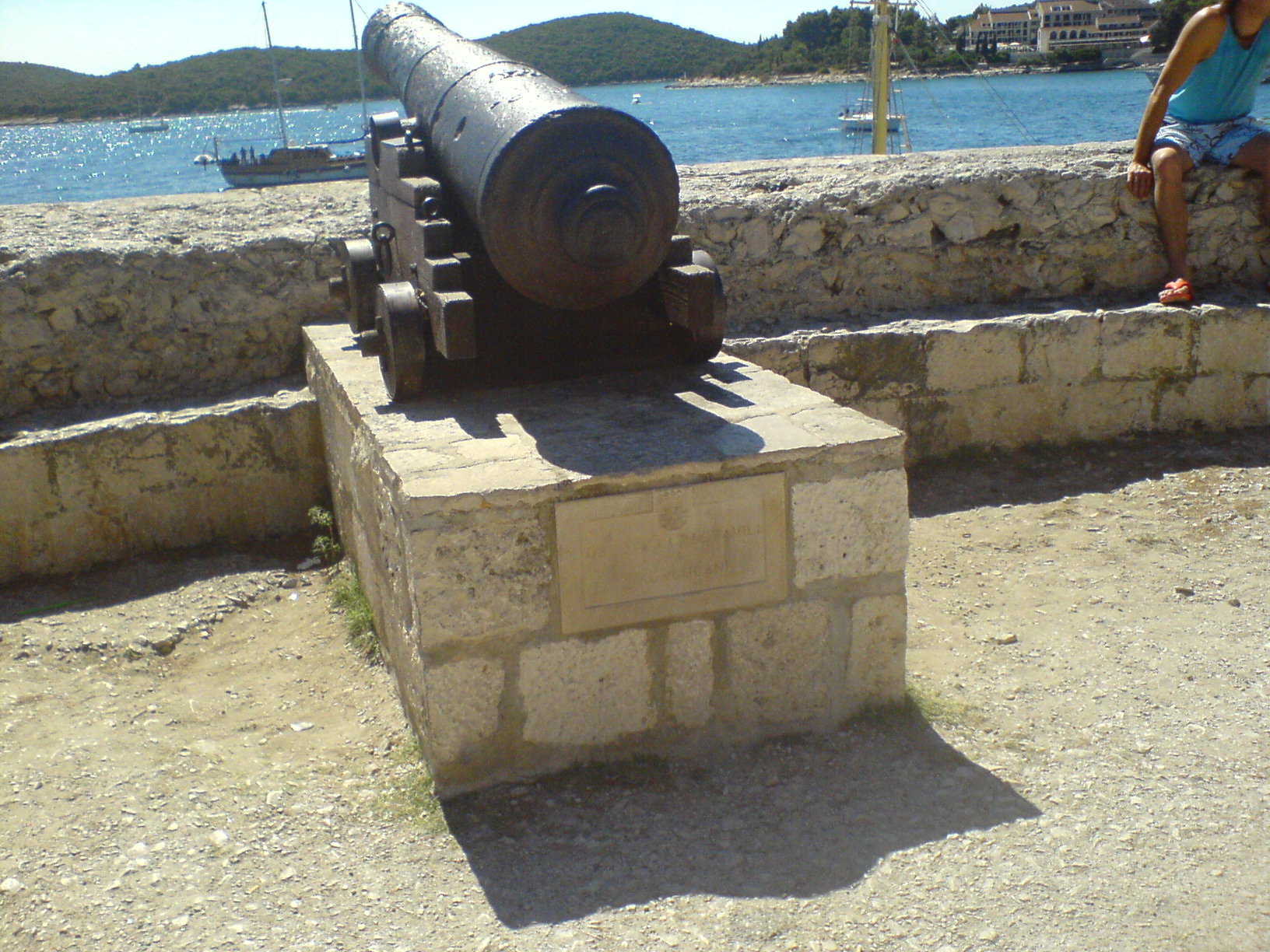
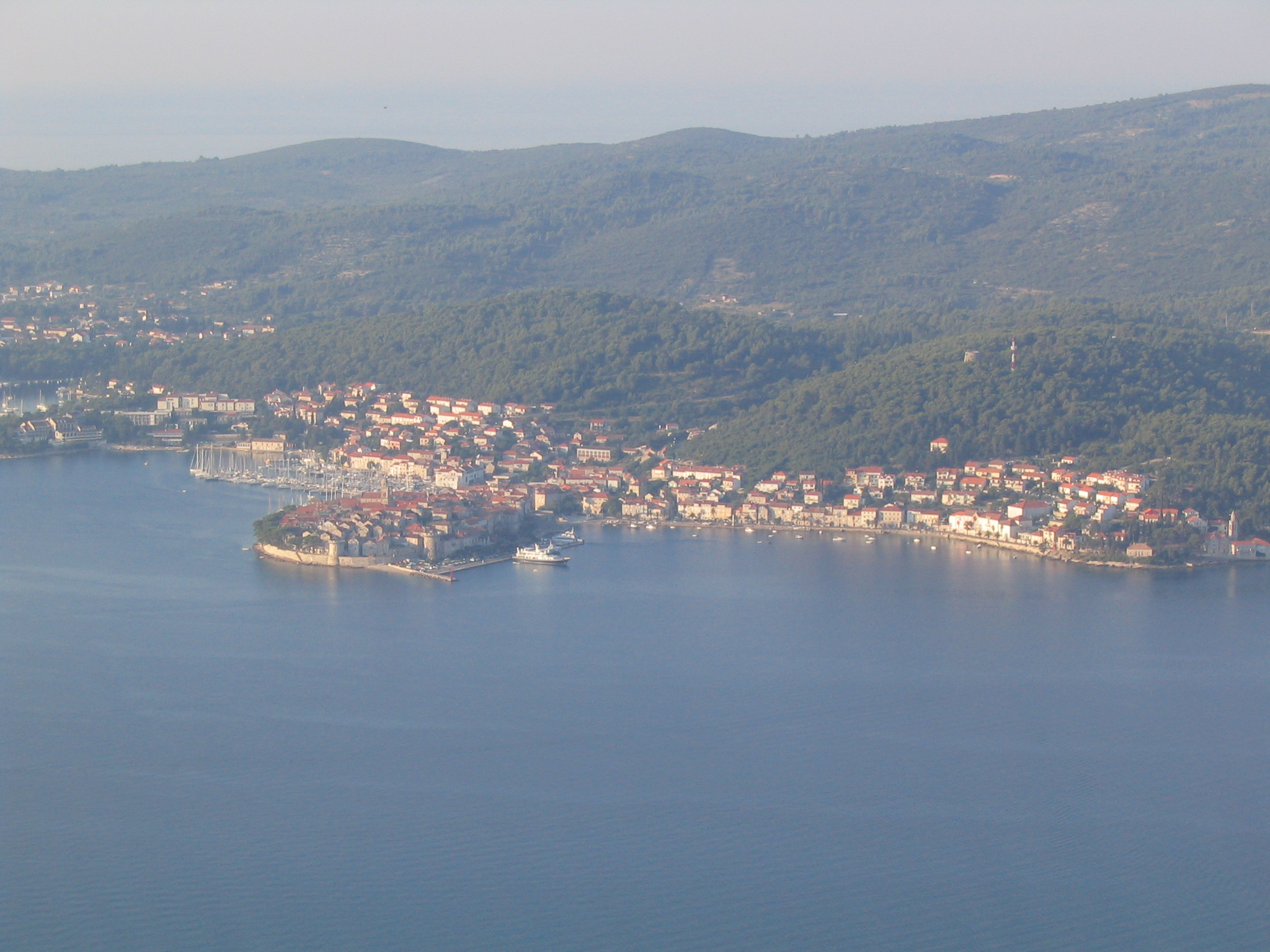
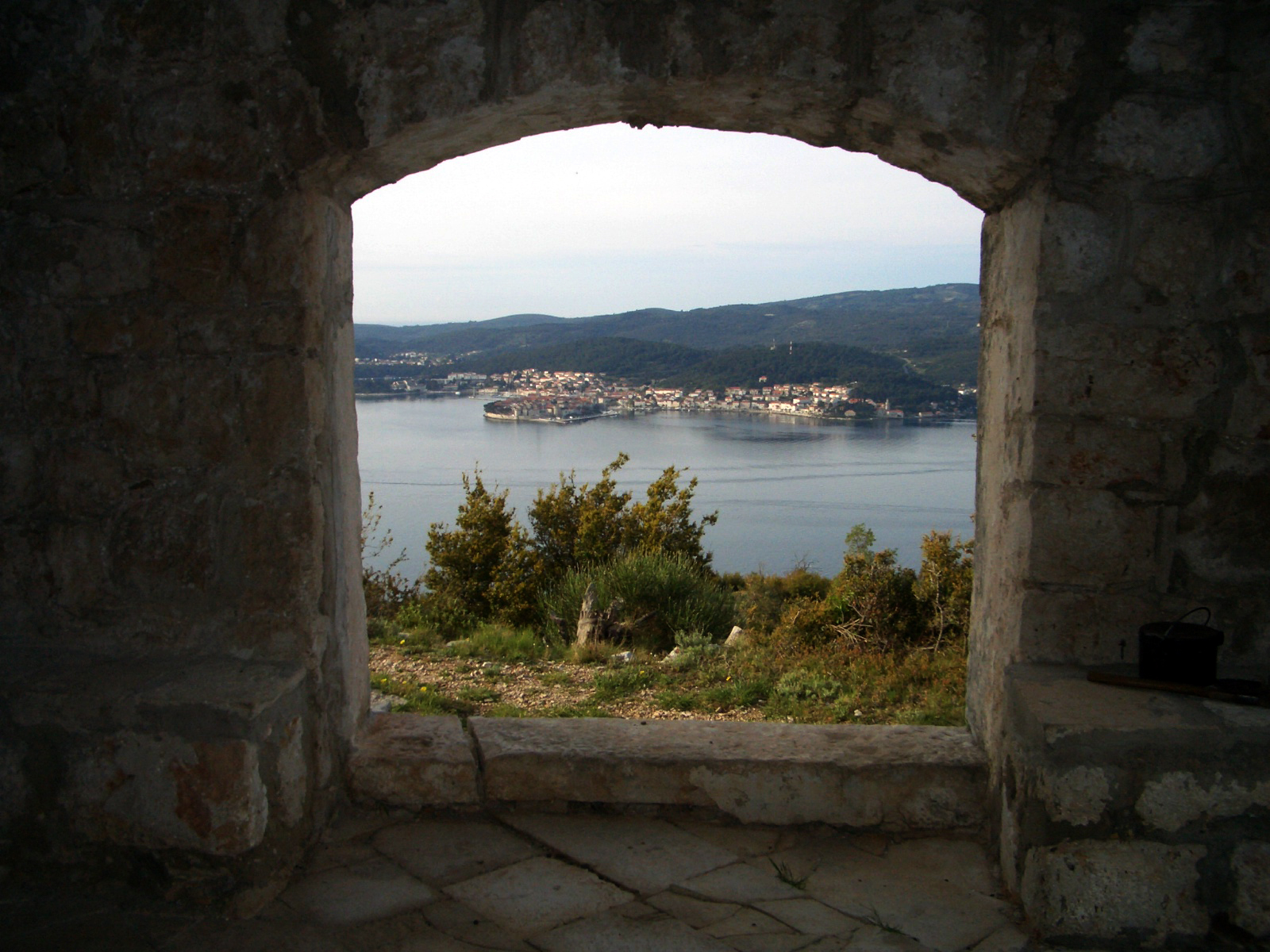
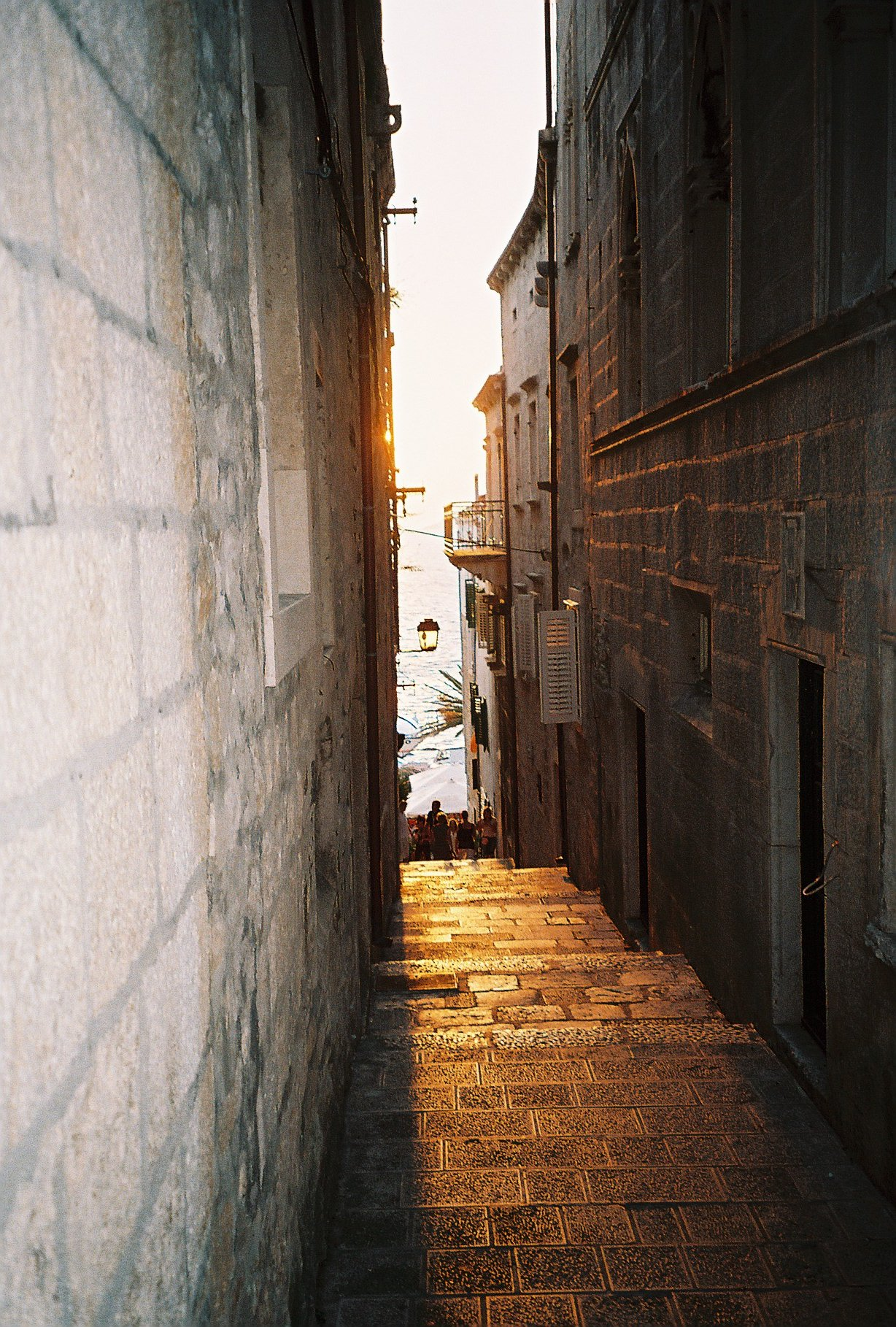
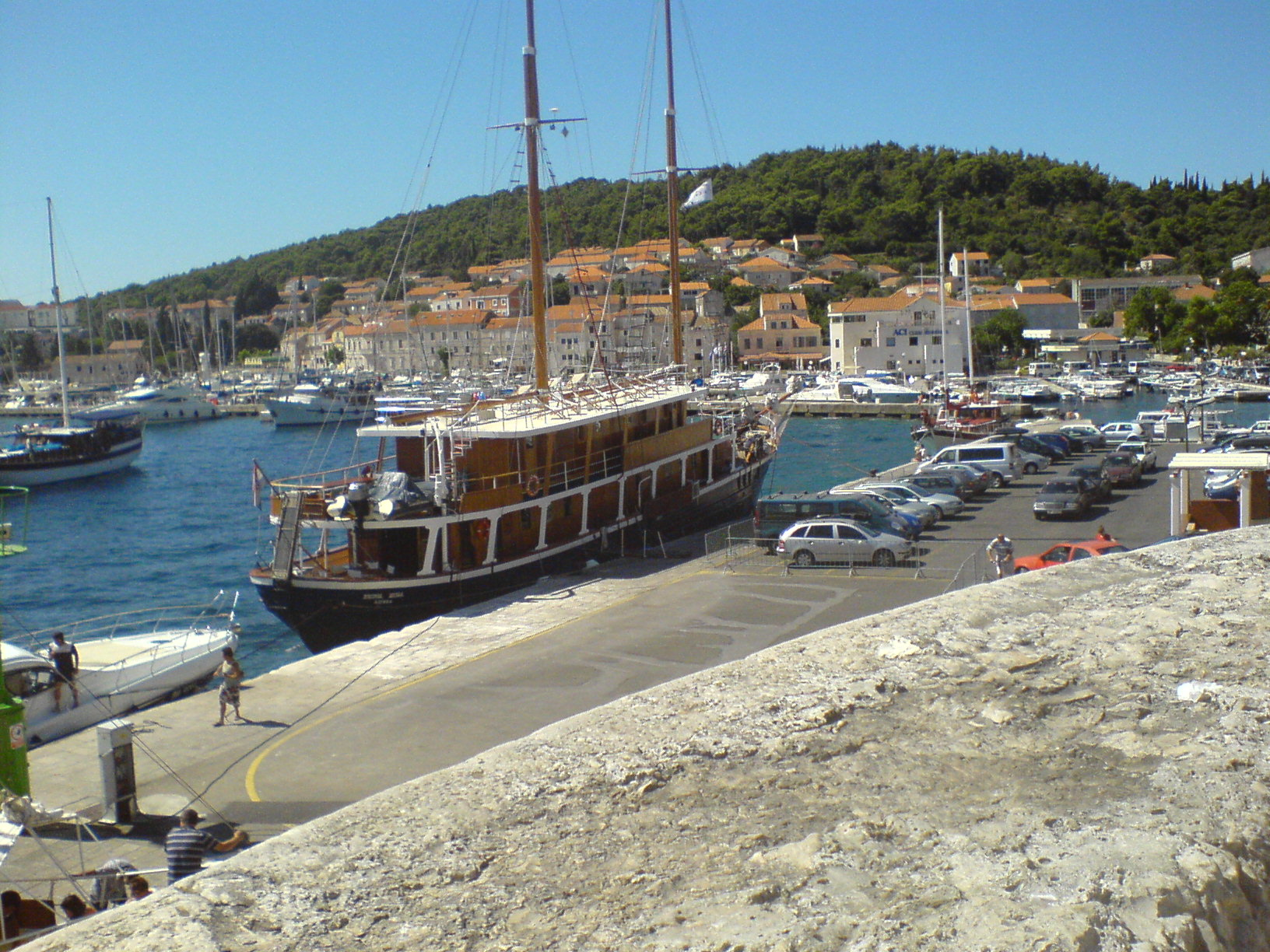
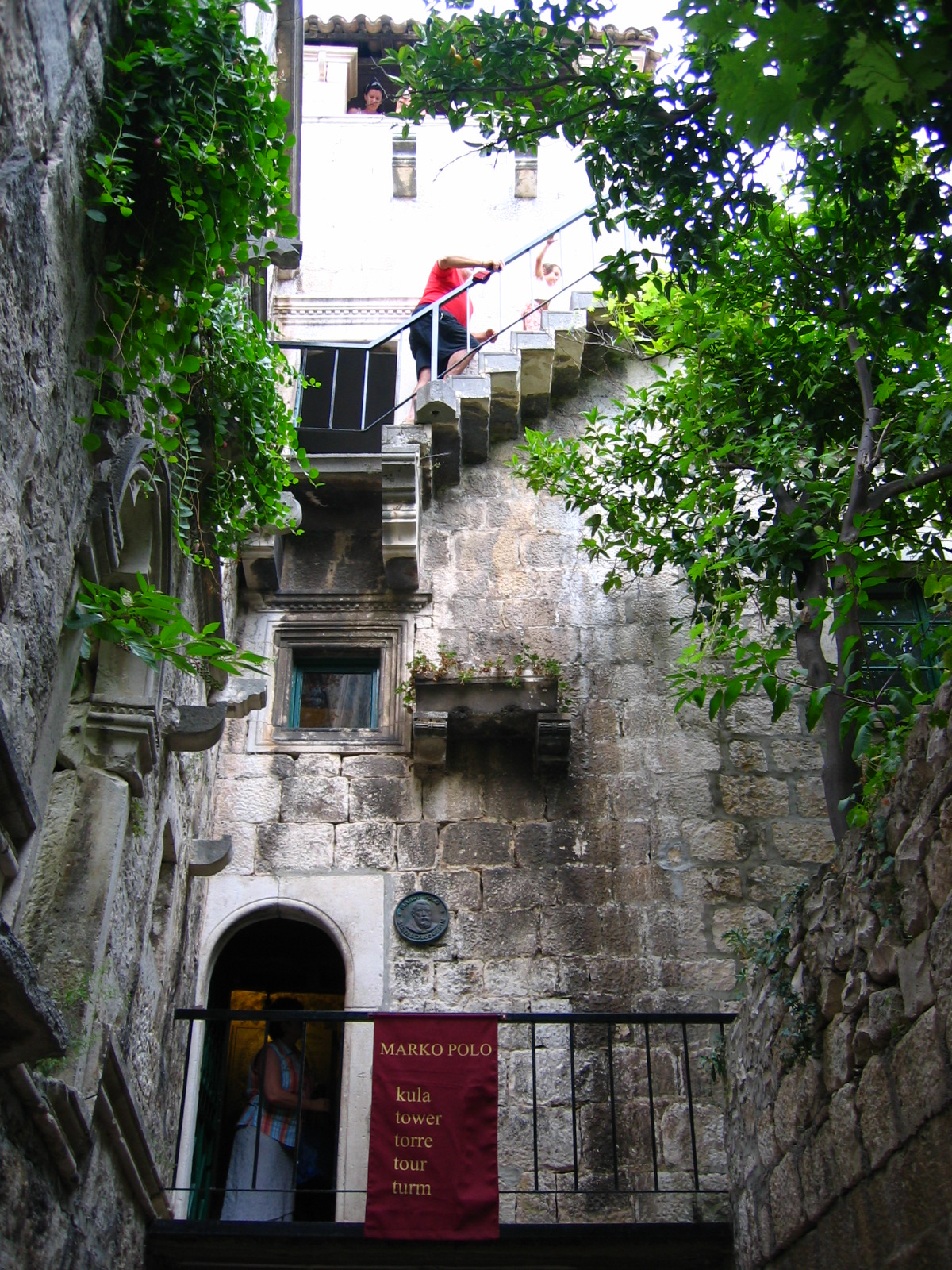
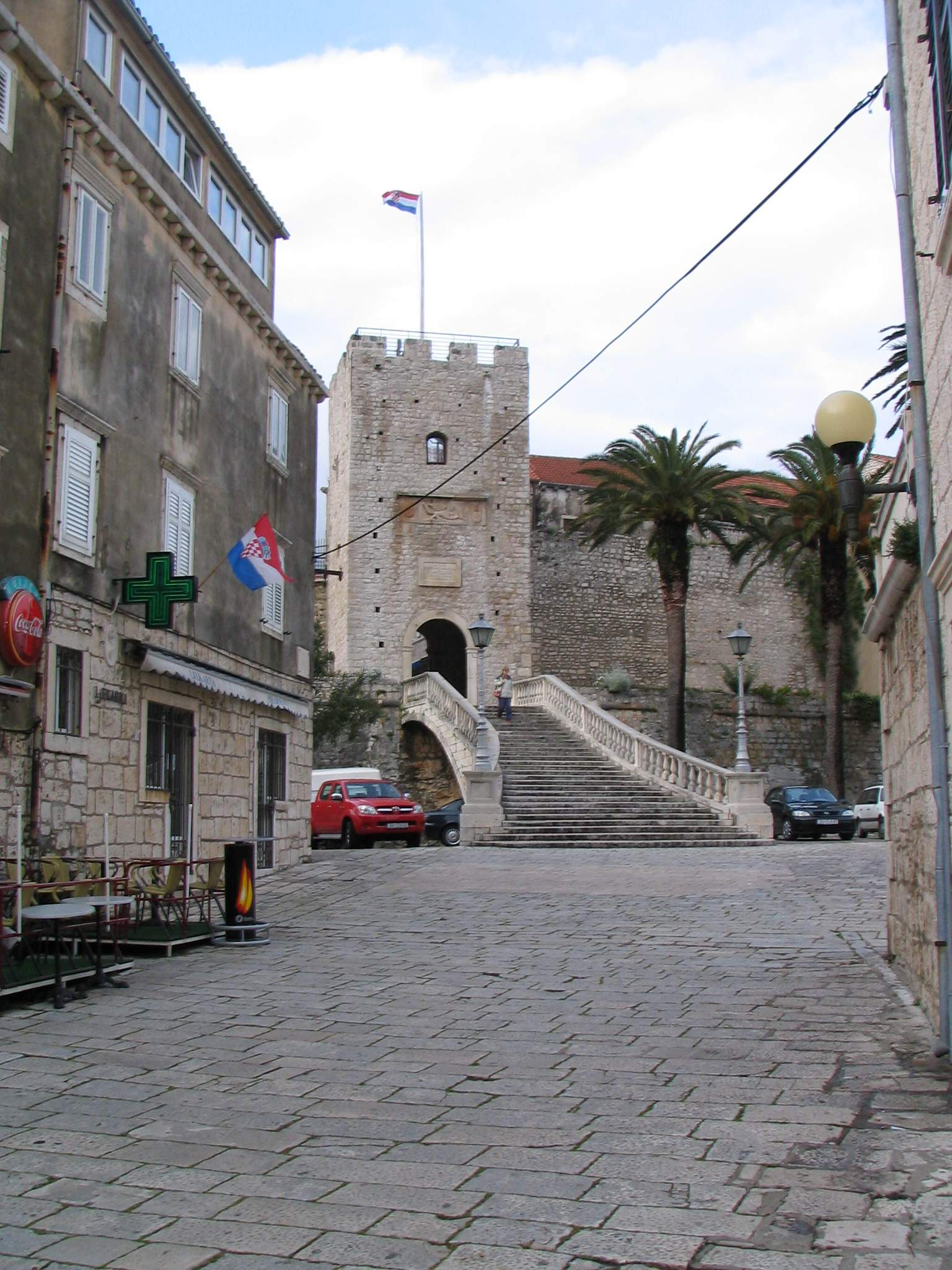
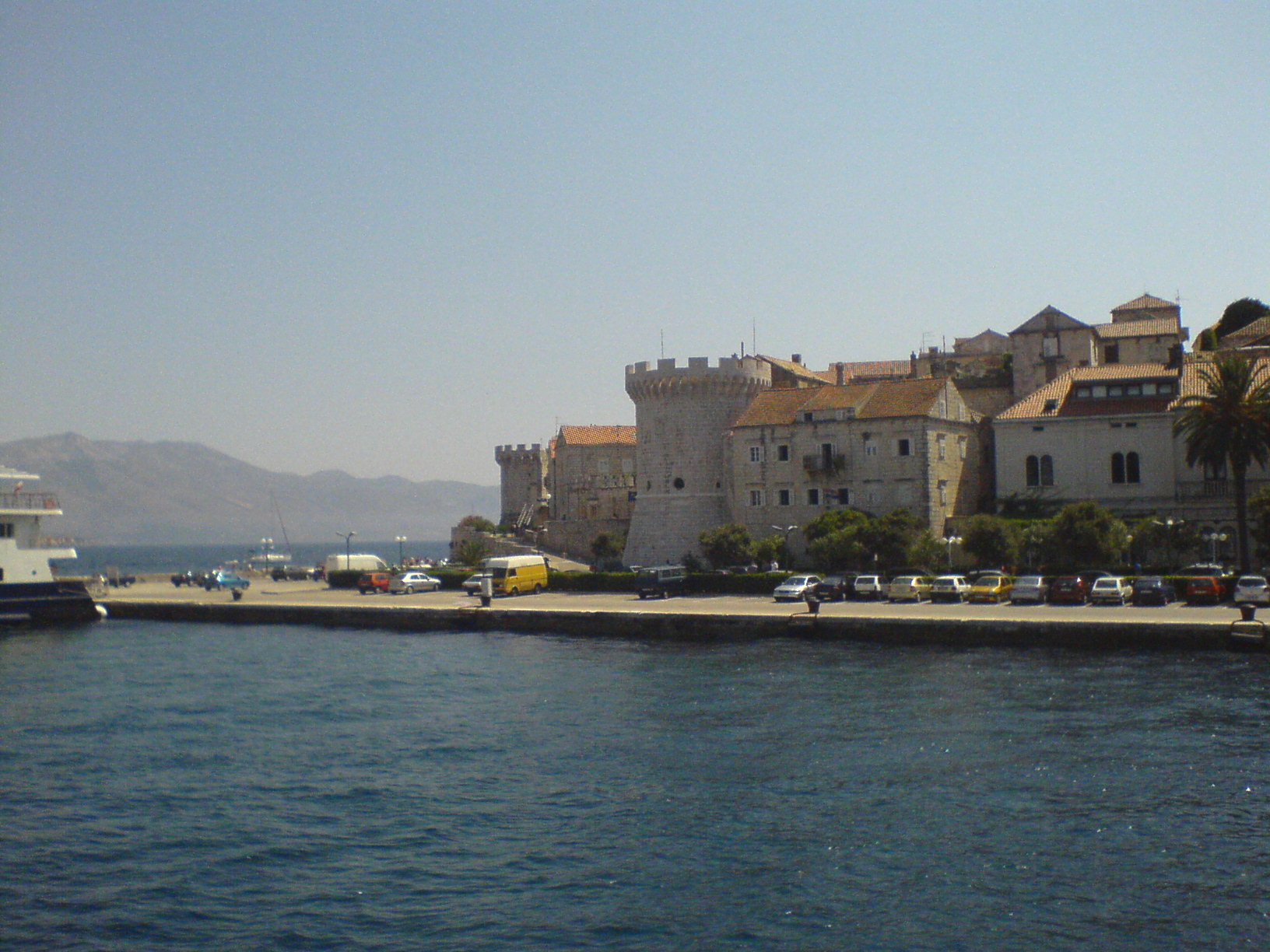
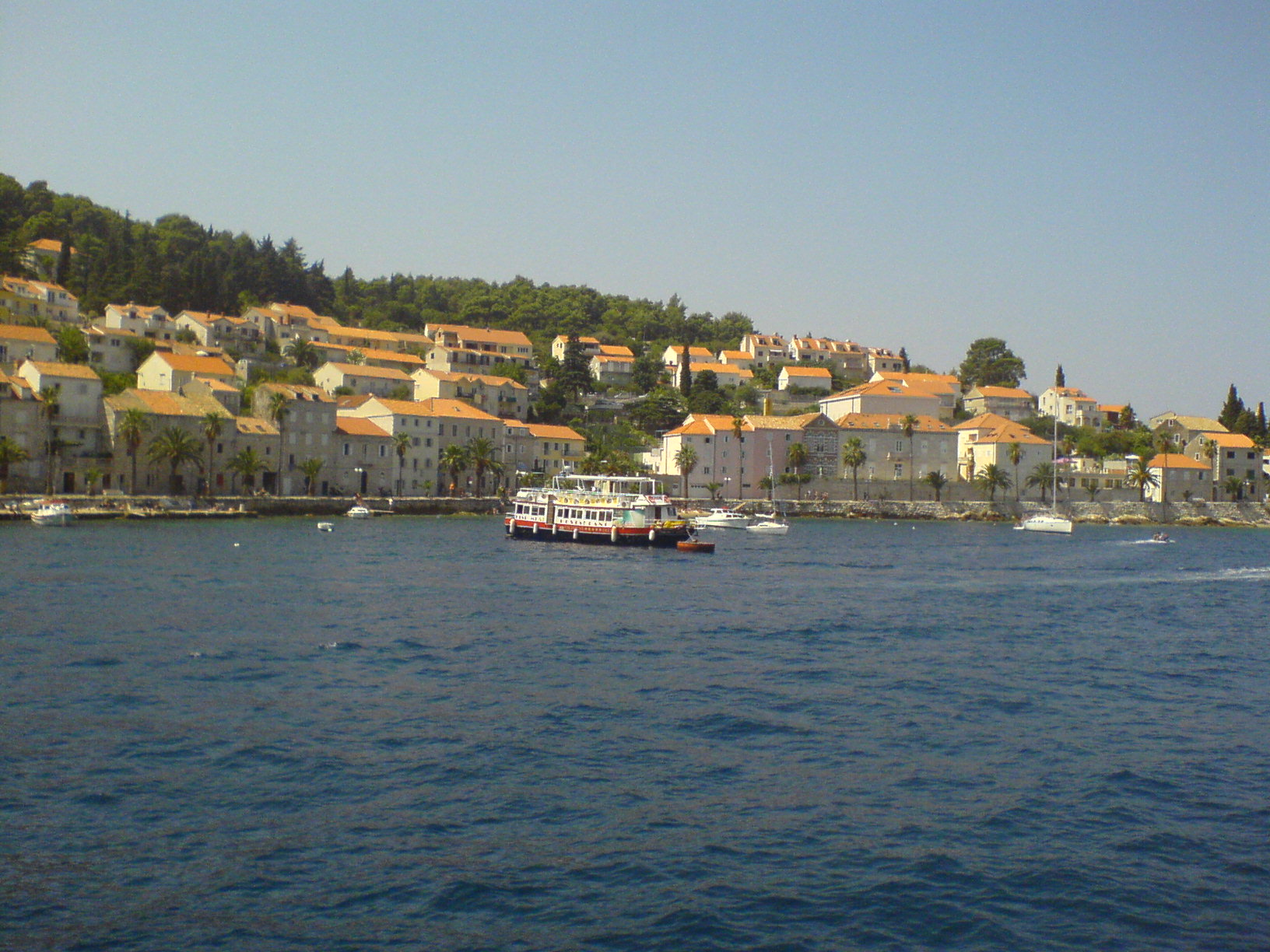
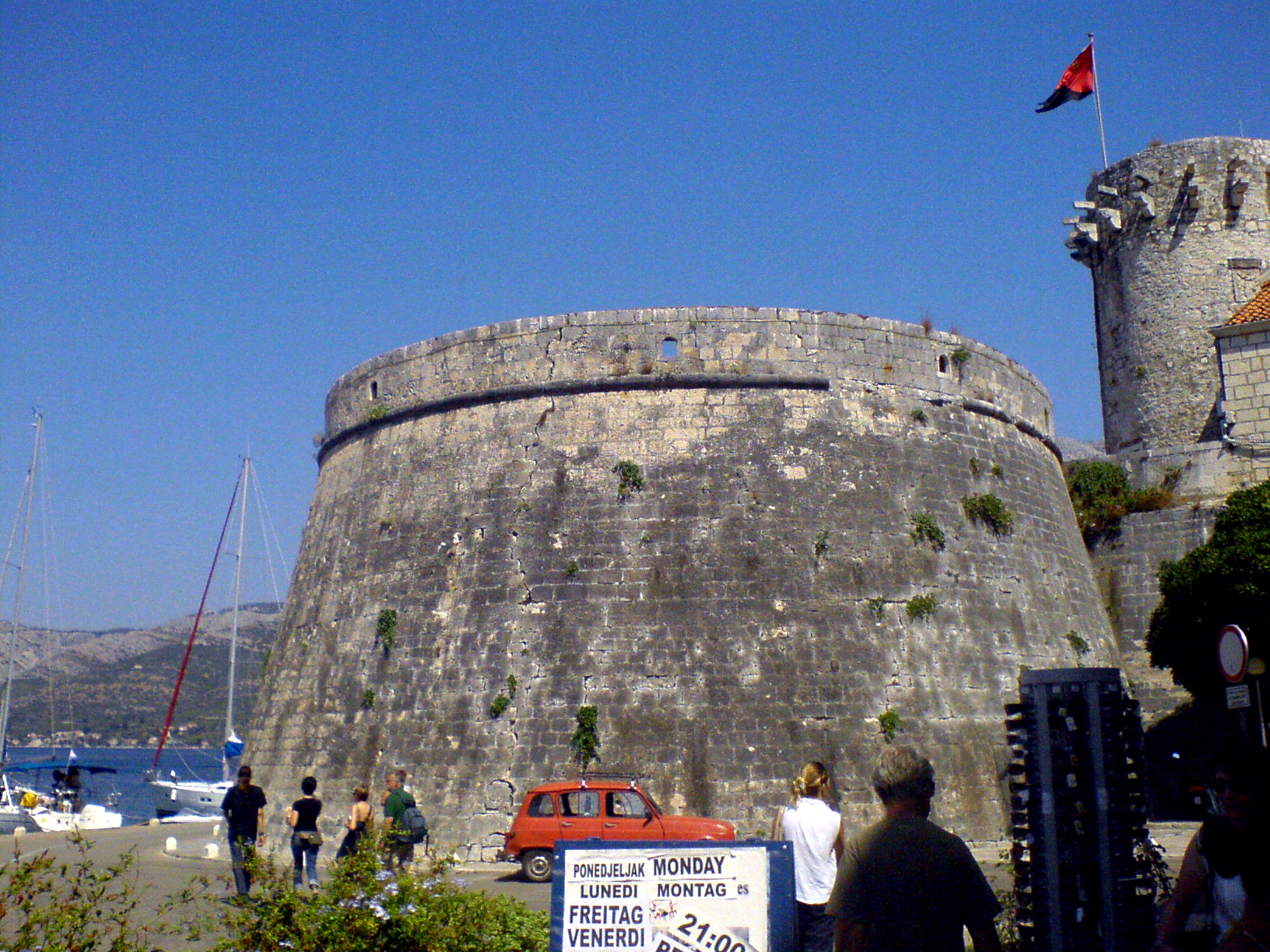